# 格里夫卡
格里夫卡是保加利亞克爾賈利州克魯莫夫格勒市鎮的村落。海拔581米，2021年人口数量为85人。